# Vaux-sur-Mer
Vaux-sur-Mer è un comune francese di 3 939 abitanti situato nel dipartimento della Charente Marittima nella regione di Nuova Aquitania.

## Società

### Evoluzione demografica
Abitanti censiti